# Ernst Reden
Ernst Reden (* 10. Juni 1914 in Köln; † 5. August 1942 an der Ostfront in Konotop) war ein Lyriker mit weitreichenden Verbindungen in der bündischen oppositionellen Szene der Jahre 1935 bis 1942. Er stand in enger Verbindung zu den Geschwistern Scholl (Weiße Rose).

## Leben
Ernst Reden stammte aus einer Kölner Industriellenfamilie. Er war das älteste von 3 Kindern des Süßwarenfabrikanten Otto Reden und seiner Frau Luise Reden, geb. Riester. Als Jugendlicher gründete er die Jungenschaft Ortnit, die ausgerichtet war nach den Prinzipien der Deutschen Jungenschaft vom 1. November 1929 (d.j.1.11), der von Eberhard Koebel gegründeten Gruppierung der bündischen Jugend. Nach der von Baldur von Schirach durchgesetzten Überführung der bündischen Gruppierungen in die Hitlerjugend (HJ) wurde er dort und im Deutschen Jungvolk als Fähnleinführer aktiv und leitend tätig. Nach dem Abitur 1934 wurde er am 11. November an der Universität zu Köln für das Studienfach Philosophie/Philologie immatrikuliert. 1935 meldete er sich zum Wehrdienst, den er in Ulm ableistete, durchaus in der Absicht, die Offizierslaufbahn einzuschlagen. In Ulm suchte er auf Vermittlung seines Kölner Freundes Freddy Gothmann (Mitglied der katholischen Jugendgruppe Quickborn) den Kontakt zu Hans Scholl. Nach dem Wehrdienst und nach dem Stuttgarter Prozess arbeitete er im elterlichen Familienbetrieb. Daneben war er schriftstellerisch tätig. Er schrieb Rezensionen und Erzählungen für diverse Zeitungen und veröffentlichte Gedichte. Über ihren Bruder Hans Scholl lernte er Inge Scholl Inge Scholl kennen. Es ergab sich ein Verhältnis, das eine spätere Eheschließung nicht ausschloss.Ende 1939 schied er nach einem Streit aus dem Familienbetrieb aus und wurde in die Wehrmacht eingezogen. Nach einer schweren Verletzung starb er 1942. Reden war als Schriftsteller Mitglied der Reichsschrifttumskammer.

### Kontakte mit den Geschwistern Scholl
Im November 1935 lernte Reden Hans Scholl kennen, dem er die Ideen der Deutschen Jungenschaft vom 1. November 1929 (dj.1.11) näher brachte. In den Jahren 1935 bis 1937 hatte er auf Hans Scholl und dessen Jugendgruppe "Trabanten" als Freund und spiritus rector großen Einfluss, besonders auf dem Gebiet der Literatur und Philosophie. Reden stand wegen seiner bündischen Aktivitäten früh unter Beobachtung der Gestapo. Bereits 1935 in Köln war er aus diesen Gründen ins Visier der Gestapo geraten und entging nur knapp einer Anklage wegen Hochverrates. Schon ab September 1936 wurden seine Briefe von der Gestapo kontrolliert. Er leistete zu dieser Zeit seinen Wehrdienst in Ulm ab. Im Zuge dieser Kontrollen und Beobachtung durch die Gestapo geriet auch Hans Scholl mit seinen Jungen in den Kreis der Ermittlungen.

### Der Stuttgarter Prozess
Im Herbst 1937 wurde Reden verhaftet, und im Juni 1938 standen er und Hans Scholl vor dem Stuttgarter Sondergericht wegen „bündischer Umtriebe“. und wegen Verstöße gegen den § 175. Reden wurde wegen sexuellen Übergriffs auf den 15-jährigen Werner Scholl zu drei Monaten Gefängnis verurteilt; Hans Scholl kam aufgrund seines Alters von 17 Jahren ohne Strafe davon, das Verfahren gegen ihn wurde eingestellt. Seine Mutter hatte bei den Ermittlungen Reden belastet ohne Wissen über die verschwiegene homosexuelle Neigung ihres Sohnes Hans, die ihr erst durch die Anklage offenbart wurde. Reden war homosexuell. Er erfuhr seitens seiner Eltern nur Ablehnung wegen seiner sexuellen Orientierung und folglich keinerlich Unterstützung, nur sein Onkel Wilhelm bot eine hohe Kaution an, um die Entlassung seines Neffen aus der Untersuchungshaft zu erwirken, was aber von der Staatsanwaltschaft abgelehnt wurde.
Reden kam für mehrere Monate in das KZ Welzheim, obwohl er die verhängte Strafe schon mit der Untersuchungshaft verbüßt hatte.
Scholl kam aufgrund von Bemühungen seiner Eltern schon nach 17 Tagen wieder frei. Reden dagegen war persönlich wie beruflich gezeichnet, die Wiederaufnahme des Studiums war ihm als Vorbestrafter ebenso verwehrt wie eine Offizierslaufbahn.

### Kontakte nach Worpswede zu Manfred Hausmann und Martha Vogeler
Reden stand seit 1934 im brieflichen Kontakt mit Manfred Hausmann, der in Worpswede lebte und zu "eine(r) Art Mentor für den jungen Intellektuellen geworden" war. Ab Spätsommer 1939 kam Reden nach Worpswede und mietete sich in bei Martha Vogeler ein und kam bis zu seinem Tod 1942 jedes Jahr wieder. Er schätzte die liberale Atmosphäre, die ihm freundschaftlich und wertschätzend – anders als in seinem Elternhaus – dort entgegen schlug. Er kam dort auch in Kontakt mit Helmuth Westhoff, dem Maler und Bruder von Clara Westhoff-Rilke.
In Holland erwarb er 1941 von einem Galeristen das Gemälde "Mädchen mit der Perlenkette" (1902) von Paula Modersohn-Becker, das über Redens Mutter nach Redens Tod in den 1950er Jahren in den Besitz von Martha Vogeler gelangte. Das Mädchen zeigt ihre Tochter Marieluise, gen. Mieke (1901–1945), der späteren Ehefrau von Gustav Regler.

### Tod
Reden starb als Oberfeldwebel an der Ostfront im Zweiten Weltkrieg. Sein Kriegstod war einer der Gründe, die Sophie Scholl zum aktiveren Widerstand veranlasste.

## Nachlass
Seine Briefe an Inge Scholl (ein Konvolut von rund 200 Briefen und Karten), Hans Scholl, Sophie Scholl, Magdalene Scholl und Otl Aicher, die Briefe von Inge Scholl an ihn, sowie weitere Materialien von Reden sind im Nachlass von Inge Scholl beim Institut für Zeitgeschichte hinterlegt.

## Werke (Auswahl)
- Vom jungen Leben, 1935
- Brief an den Soldaten Johannes, 1938